# 红喉林星蜂鸟
红喉林星蜂鸟（学名：Philodice bryantae），是雨燕目蜂鸟科的一种鸟类。
红喉林星蜂鸟体重约3.3克，翼长约41.6毫米，嘴峰长约18.8毫米，喙宽度约1.3毫米，喙厚度约1.5毫米，跗蹠长约4毫米，尾长约30毫米。红喉林星蜂鸟在其分布区内为留鸟，其栖息在半开放的高大树木组成的森林中，食性为草食性，主要食物来源是植物的花蜜。
红喉林星蜂鸟分布于哥斯达黎加北部和巴拿马西部。该物种是单型物种，没有亚种分化。